# République du Congo
Pour les articles homonymes, voir Congo et République du Congo (homonymie).
À ne pas confondre avec la République démocratique du Congo.
(ktu) Repubilika ya Kongo 
(ln) Republiki ya Kongó 
Le Congo, en forme longue république du Congo,, également connu sous le nom de Congo-Brazzaville, est un pays d'Afrique centrale, situé de part et d'autre de l'équateur. Ses voisins sont le Gabon à l'ouest, le Cameroun au nord-nord-ouest, la République centrafricaine au nord-nord-est, la république démocratique du Congo au nord-est, au sud-est et au sud, ainsi que le Cabinda (Angola) au sud-ouest. Le pays s’étend sur 1 500 km du nord au sud et 425 km d'est en ouest.
La république du Congo (ou simplement le Congo) est un pays distinct de la république démocratique du Congo (RDC). Bien qu’ils partagent un nom similaire, cette distinction est essentielle pour éviter toute confusion entre les deux États voisins.
Avant la colonisation française, le territoire actuel du Congo était occupé par plusieurs entités politiques, parmi lesquelles le royaume de Loango (fondé vers le XVIe siècle), le Kongo (fondé vers le XIIIe siècle) et le royaume Tio (fondé au XVIIe siècle). À la suite de plusieurs missions d'exploration, dont la plus notable reste celle du Français Savorgnan de Brazza (la capitale du pays porte aujourd'hui son nom), ce territoire est intégré au second empire colonial français à la fin du XIXe siècle.
Après 70 ans de colonisation, le Congo prend son indépendance en 1960, avec pour premier chef d'État l'abbé Fulbert Youlou. Les deux décennies suivantes sont marquées par un grand nombre de tentatives de coup d'État, dont quatre réussissent, en 1963, 1968, 1977 et 1979. De 1969 à 1992, la république du Congo a porté le nom de république populaire du Congo.
Le chef de l'État actuel est Denis Sassou-Nguesso, au pouvoir de 1979 à 1992, puis depuis 1997. En 1991, une conférence nationale souveraine est organisée dans le but de mettre fin au système du parti unique et d'installer la démocratie. À la suite de grèves générales, le président Sassou-Nguesso cède et des élections sont organisées. Pascal Lissouba est élu président de la République en 1992 pour un mandat de cinq ans, dont la fin est marquée par une guerre civile l'opposant à Denis Sassou-Nguesso, qui reprend le pouvoir en 1997.
Depuis le début du XXIe siècle, la stabilisation de la situation politique et l'essor de la production d'hydrocarbures assurent au pays une relative prospérité au point de vue macroéconomique, malgré des infrastructures et des services publics en mauvais état ainsi que de fortes inégalités dans la répartition des revenus pétroliers.
Sur les plans international, régional et sous-régional, le Congo est membre de l'Organisation des Nations unies (ONU), de l'Union africaine (UA), de la Communauté économique et monétaire de l'Afrique centrale (CEMAC), de l'Organisation pour l'harmonisation en Afrique du droit des affaires (OHADA), de l'Observatoire économique et statistique d'Afrique subsaharienne (AFRISTAT). En outre, le pays appartient à la zone franc et est membre de la Banque africaine de développement (BAD), du Fonds monétaire international (FMI) et de la Banque mondiale (BM).
La république du Congo est un pays en développement et occupe la 153e place dans le classement des pays selon l'indice de développement humain (IDH) en 2021.

## Étymologie et toponymie
La république du Congo tire son nom du fleuve qui le borde (le Congo), fleuve tirant son appellation du royaume du Kongo découvert au XVe siècle par les Portugais.
À propos de l'appellation du royaume, on a suggéré qu'elle est tirée de ko-ngo, «allié de la panthère» ou encore nkongo, nom désignant le chasseur émérite ou enfin du terme réservé à une arme de jet, kongo ou kong. Toutes ces suggestions évoquent le pouvoir (ainsi, la panthère) ou font référence aux thèmes figurant dans les traditions ou des mythes qui évoquent le héros fondateur du royaume.

## Histoire

### Histoire ancienne
Le territoire de la république du Congo a été occupé depuis 40 000 ans, comme peuvent en témoigner la présence des pierres taillées trouvées dans les vallées du Niari. Les Pygmées sont les premiers habitants du Congo. Ils vivent dans la forêt, de la chasse et de la pêche depuis des siècles.
Le pays est ensuite cible de la grande migration des Bantous, venus du nord en longeant la côte et les cours d'eau. Plusieurs royaumes, dont on ne connaît pas encore bien les origines, se succèdent ou coexistent :
- d'abord le royaume de Loango (fondé entre le Xe et le XVe siècle) dans toute la partie sud, le massif du Mayombe et sur la côte ;
- ensuite le Kongo (fondé au XIIIe siècle) dans les territoires du Nord de l'Angola et du Cabinda, du sud-est de la république du Congo, l'extrémité occidentale de la république démocratique du Congo et une partie du Gabon ;
- enfin le royaume Tio (fondé au XVIIe siècle) dans les régions des plateaux, du Pool, la Lékoumou et à l'Est du Gabon.

Les Bantous introduisent le travail du fer et construisent un réseau commercial dans le bassin du Congo.
Schématiquement, les structures géopolitiques précoloniales congolaises peuvent se simplifier en deux catégories : 
- les sociétés sans État, fondées sur des chefferies qui sont autant de micro-nations que des conditions géographiques et démographiques difficiles ont maintenu dans un relatif isolement, ceci dans la moitié nord du pays, terres Mboshi, Makaa, etc. ;
- les sociétés à État organisé, dans la moitié Sud, autour de trois pôles essentiels : le vieux royaume de Loango  fondé entre les Xe et XIIe siècles, le Kongo fondé au XIIIe siècle et le royaume Tio fondé au XVIIe siècle.

Des vestiges, ténus certes, mais assez nombreux, attestent de cultures assez avancées sur l'actuel territoire congolais : poteries, vestiges de fours à métaux, de grands travaux de génie civil (tunnel sous le mont Albert près de Mouyondzi) remontant à une période antérieure au XIIIe siècle, parfois avant l'an mille.

### Colonisation
Les premiers contacts avec les Européens ont lieu au XVe siècle, et des échanges commerciaux sont rapidement établis avec les royaumes locaux. La région côtière est une source majeure durant le commerce triangulaire, c'est-à-dire la traite d'esclaves transatlantique. Lorsque celle-ci prend fin au XIXe siècle, les pouvoirs bantous s'érodent pour laisser place au colonialisme.
En 1482, après les premières reconnaissances effectuées par des navigateurs portugais, l'explorateur Don Diogo Cão atteint l'embouchure du fleuve Congo. Les contacts avec le royaume du Kongo suscitent des tensions. La traite opère une grande ponction démographique et déstabilise considérablement les entités politiques et les sociétés d'Afrique centrale en général.
La pénétration française débute vers 1875 avec Pierre Savorgnan de Brazza ; il atteint le fleuve Congo en 1879, en remontant le cours de l'Ogoué, jusqu'à l'embouchure de l'actuelle île M'Bamou. En 1880, il fait signer un traité de souveraineté au Makoko, le roi des Tékés à Mbé (100 km au nord de Brazzaville), et fonde un poste au village de Mfoa, (en référence à une petite rivière) à Nkuna qui deviendra Brazzaville en 1911.
Dans le même temps, le lieutenant de vaisseau Robert Cordier (1849-1901) explore la région du Kouilou et du Niari. Il fait signer au roi Maloango un traité qui reconnaît la souveraineté de la France sur le royaume de Loango  et fonde à son tour en 1883 Pointe-Noire, dont la gare ferroviaire CFCO est inspirée de celle alors existante à Trouville-Deauville en France.

En 1885, le Congo devient l'un des quatre États de l'Afrique-Équatoriale française, et Brazzaville, la capitale de l'AEF. La colonie du Congo français est créée en 1891, l’actuel territoire gabonais en fait partie jusqu’en 1904.  

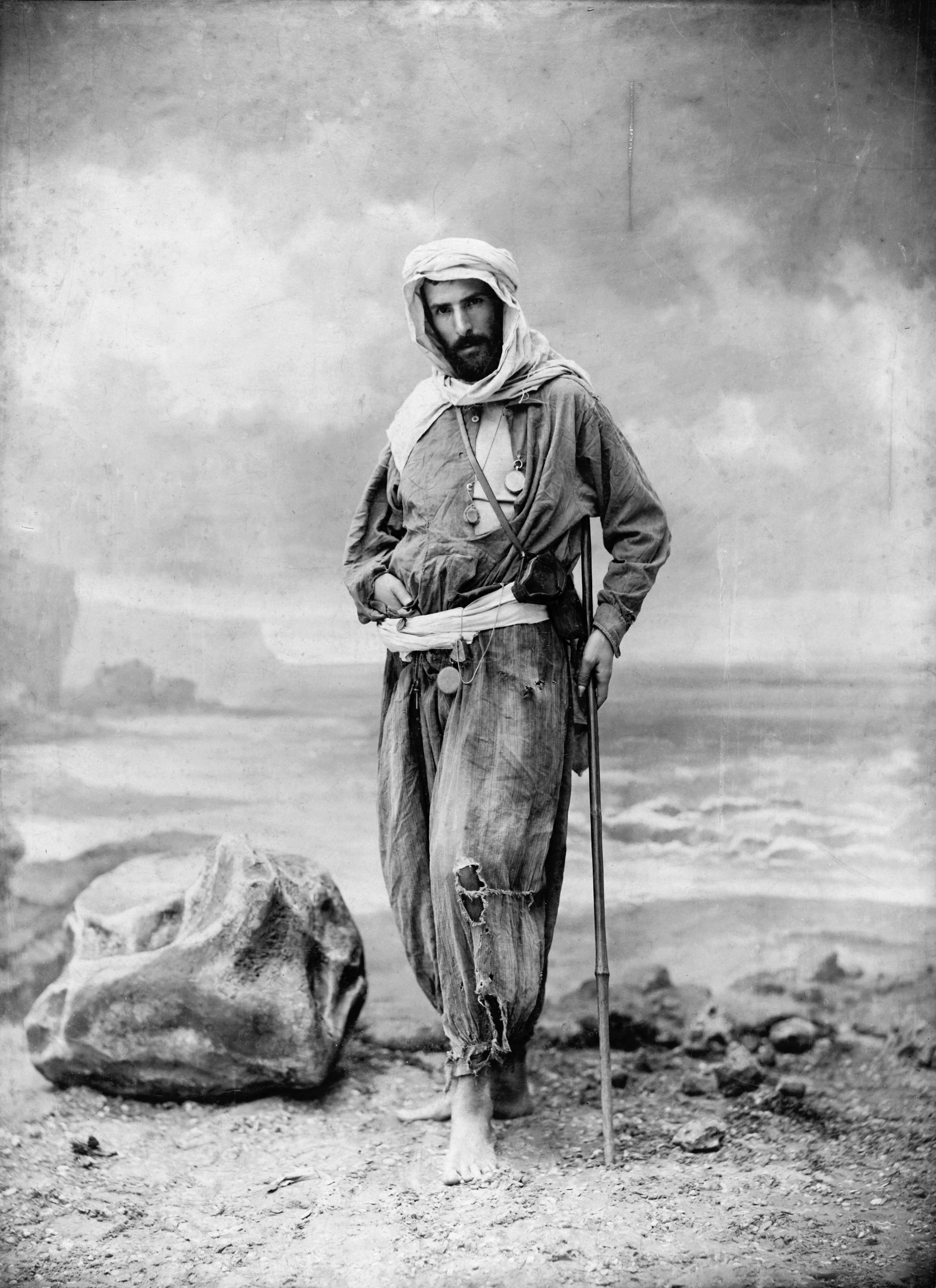
L'explorateur franco-italien Pierre Savorgnan de Brazza.

Dès 1899, le territoire est distribué en concessions trentenaires à des compagnies contre acquittement d'un impôt correspondant à 15 % des bénéfices auprès de l’administration française. Elles exploitent les ressources naturelles, principalement le caoutchouc, mais aussi le sucre, les bois précieux et l'ivoire.
Les domaines de ces sociétés sont immenses, variant de 200 000 à 14 millions d’hectares.
Le système est mis en place par Eugène Étienne, alors sous-secrétaire d’État aux colonies. Cependant, des abus sont enregistrés. Ainsi, Théophile Delcassé, autre sous-secrétaire d’État aux colonies, accorde sans publication officielle du contrat, une concession de 11 millions d’hectares (soit 1/5 de la France), située dans le Haut-Ogooué. De mars à juillet 1899, Florent Guillain, ministre des Colonies, accorde quarante concessions au Congo français, quant à lui par décret, comme l'indique le rapport Brazza.
Ces concessionnaires ont pour investisseurs de nombreux actionnaires, dont Léopold II de Belgique. Ce dernier achète cependant ses actions sous un faux nom. Ce fait, découvert, après la mort du souverain, choque les autorités françaises de l’époque, constatant l'exploitation incognito et à moindres frais de leur colonie par un pays étranger.

### Voie de l'indépendance
Les conditions très dures d'exploitation de la colonie (cf. chemin de fer Congo-Océan construit de 1921 à 1934) expliquent que le nationalisme se soit vite développé au Congo. En 1926, André Matswa fonde une amicale chargée de venir en aide aux anciens combattants des régiments de tirailleurs africains, ayant participé aux côtés de l'armée française à la Première Guerre mondiale.
Cette amicale devient vite un mouvement de protestation. L'administration coloniale prend peur et fait incarcérer Matsowa, qui meurt en prison en 1942, dans des conditions restées obscures. Le mouvement se transforme alors en une église qui recrute surtout dans l'ethnie d'origine.
Le nationalisme congolais prend réellement corps après la Seconde Guerre mondiale. Le 21 octobre 1945, les Congolais élisent le premier député congolais, Jean Félix-Tchicaya, à l'assemblée constituante de Paris. Celui-ci fonde en 1946 le Parti progressiste congolais (PPC), section congolaise du Rassemblement démocratique africain (RDA). Tchicaya s'oppose à Jacques Opangault. L'un et l'autre sont pris de vitesse par l'abbé Fulbert Youlou, fondateur de l'Union démocratique de défense des intérêts africains (UDDIA), qui remporte avec éclat les élections municipales de 1956.
En 1958, le référendum sur la Communauté française obtient 99 % de «oui» au Moyen-Congo. Le Congo devient une république autonome, avec l'abbé Fulbert Youlou pour Premier ministre. En 1959, des troubles éclatent à Brazzaville et l'armée française intervient. Le 15 août 1960, le Congo accède à l'indépendance et Fulbert Youlou est élu premier président de la République.
Le 15 août 1963, Fulbert Youlou est contraint à la démission, sous la pression des syndicalistes et de l'armée,. De 1963 à 1968, Alphonse Massamba-Débat lui succède à la tête de l'État. Il se rapproche de la Chine communiste en matière de politique internationale, se prononce en faveur d'un « socialisme scientifique » en utilisant l'expression de « socialisme bantou » et instaure un parti unique au lieu du pluralisme politique. Mais ce pouvoir civil et socialiste subit de nombreuses pressions et contradictions internes.
Le 1er août 1968, le président Alphonse Massemba-Debat dissout l'Assemblée nationale congolaise et tente d'écarter le bureau politique du Mouvement national de la révolution (parti unique) mais cette tentative de reprise en main reste sans lendemain. Le 2 août, l'armée prend le pouvoir et le 30 août Massemba-Debat, officiellement «incapable d'imposer son autorité», démissionne et est emprisonné. Les officiers congolais créent un conseil de la révolution et abrogent la Constitution. Un gouvernement provisoire est constitué sous la direction du capitaine Alfred Raoul, qui assume pendant quelques mois la charge de chef de l'État. Puis, le 30 décembre 1968, un autre officier, Marien Ngouabi est désigné chef de l'État, tandis qu'Alfred Raoul, promu commandant, passe au second plan, comme Premier ministre, puis vice-président. D'un point de vue idéologique, l'option socialiste est réaffirmée : la république du Congo devient une démocratie populaire, sous le nom de république populaire du Congo. 

### La république populaire du Congo
Le régime est instable et doit faire face à de nombreux soubresauts. Au cours de cette période, le Congo reste dépendant de l'extérieur, en particulier en ce qui concerne les produits alimentaires et manufacturés.
Son économie repose sur les exportations de matières premières brutes (bois, potasse, pétrole, fer, etc.), auxquelles s'ajoutent de modestes ressources pétrolières. Finalement, le 18 mars 1977, le président Marien Ngouabi est assassiné dans sa résidence. Les jours suivants, le cardinal Émile Biayenda, archevêque de Brazzaville (le 22 mars) et l'ancien président de la République Alphonse Massamba-Débat (le 25 mars) sont également assassinés.
Le 5 avril 1977, le colonel Joachim Yhombi-Opango, devient président de la République, et ce jusqu'en février 1979. Puis le 5 février 1979, le colonel Denis Sassou-Nguesso prend le pouvoir par un coup d'État, qu'il qualifie de « riposte résolue de l'ensemble des forces de gauche de notre pays contre le courant droitier » ». Il reste au pouvoir jusqu'en août 1992, avec un Parti unique et une centralisation du pouvoir. Denis Sassou-Nguesso se pose comme le seul héritier légitime de Marien Ngouabi.
Confronté à une opposition de plus en plus forte, Denis Sassou-Nguesso organise une Conférence nationale, du 25 février au 10 juin 1991. En mars 1992, la nouvelle Constitution est massivement adoptée par référendum. Elle entérine l'instauration d'une démocratie multipartite dans le pays et instaure un régime semi-parlementaire concentré autour de trois organes politiques : le président de la République, le Premier ministre et le Parlement bicaméral. Le président de la République est élu pour 5 ans au suffrage universel direct, rééligible une fois. À l'élection présidentielle d'août 1992, Sassou-Nguesso obtient 16,87 % des voix, en troisième position derrière Pascal Lissouba, ancien Premier ministre d'Alphonse Massamba-Débat  et Bernard Kolélas. En position d'arbitre pour le second tour, Sassou-Nguesso s'accorde avec Lissouba pour le deuxième tour de la présidentielle et leurs partis respectifs signent un accord de gouvernement. Le 31 août 1992, Sassou-Nguesso effectue la passation de pouvoir avec Pascal Lissouba et se retire. La situation politique reste toutefois tendue durant la présidence de Pascal Lissouba. Le 26 janvier 1997, Sassou-Nguesso, installé en France, revient au Congo, et y est accueilli avec ferveur par ses partisans. La situation dégénère en guerre civile de mai 1997 à octobre 1997.
Le 15 octobre 1997, l'armée angolaise s'engage dans le conflit aux côtés de Sassou-Nguesso et fait pencher la balance en sa faveur. Le 15 octobre, les forces de Lissouba sont défaites. Pascal Lissouba et ses proches quittent le pays.
Les forces de Sassou-Nguesso, appuyées, outre l'armée angolaise, par des soldats tchadiens et des mercenaires rwandais, contrôlent les principales villes du pays. Le nombre de morts de la guerre civile est estimé à environ 400 000. Des massacres sont perpétrés, en particulier dans la région du Pool.

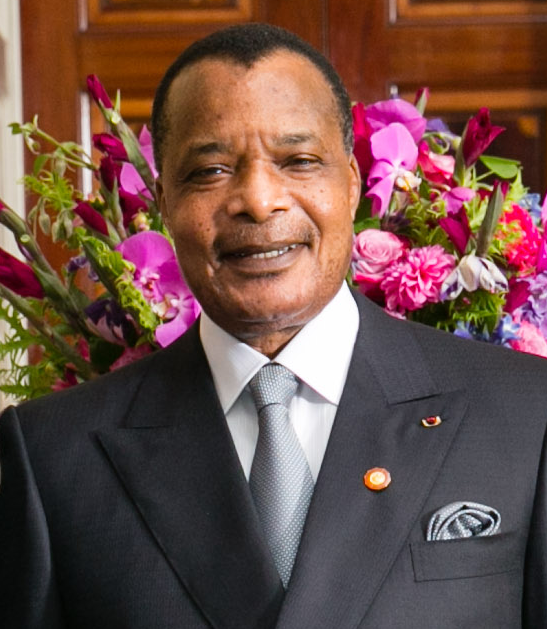
Denis Sassou Nguesso, à la tête du Congo depuis 1979.

### Sassou-Nguesso de nouveau président depuisoctobre 1997
Le 25 octobre 1997, Sassou-Nguesso se proclame président de la République et promulgue un acte fondamental qui aménage une transition de durée flexible. Il établit trois organes dirigeants : la présidence de la République, le gouvernement et le Conseil national de transition.
En 2002 est adopté une nouvelle constitution supprimant le poste de Premier ministre, renforçant les pouvoirs du président de la République. Le président est élu pour un mandat de 7 ans renouvelable une seule fois. La même année a lieu l'élection du président de la République : Denis Sassou-Nguesso est reconduit à ce poste. Le septennat de Denis Sassou-Nguesso de 2002 à 2009 est marqué par le retour à la paix civile. En 2009, Denis Sassou-Nguesso est de nouveau réélu président du Congo, avec 78,61 % des voix à l'issue du vote du 12 juillet.
Le 25 octobre 2015, une nouvelle constitution est adoptée par référendum. Elle entre en vigueur le 6 novembre 2015, après sa promulgation par Denis Sassou-Nguesso. Fin décembre 2019, Denis Sassou-Nguesso est à nouveau désigné candidat de son parti (le PCT) à la présidentielle de 2021.
Le 23 mars 2021, la commission électorale annonce que Denis Sassou-Nguesso est réélu dès le premier tour de l'élection présidentielle avec 88,57 % (résultats provisoires officiels). La participation est estimée à 67,55 % et son principal opposant, Guy Brice Parfait Kolélas, (mort de la Covid-19 le lendemain de l'élection), recueille 7,84 % des voix. Ses opposants annoncent former des recours. Le 6 avril 2021, la Cour constitutionnelle de la république du Congo a entériné la réélection du président Denis Sassou-Nguesso au scrutin du 21 mars, après avoir rejeté les recours de l'opposition.

## Topographie

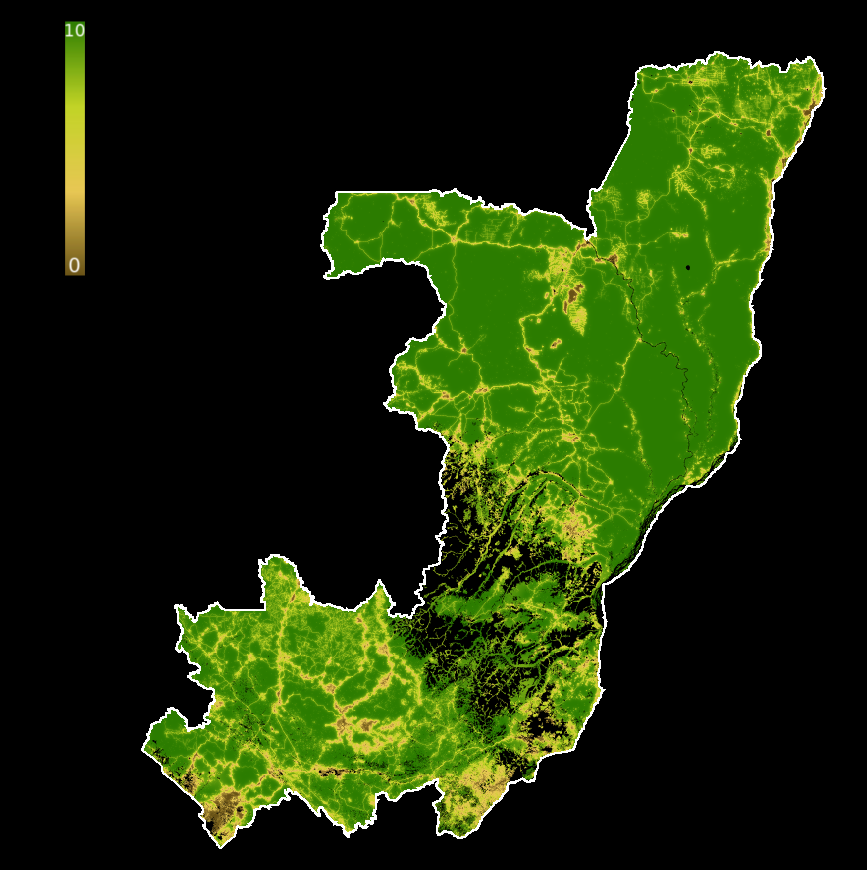
La république du Congo avait un score moyen de l'Indice d'intégrité du paysage forestier 2019 de 8.89, le classant 12e sur 172 pays.

Le Congo présente un relief modéré, avec un littoral atlantique de 170 km de long, de plaines et de plateaux. Selon les zones, le littoral se présente sous la forme d'un cordon de dune qui rétrécit du fait de l'avancée de la mer ; de cirques d'érosion creusés dans les plateaux de roche (gorges de Diosso, cirque de Tchissanga) ; d'un ensemble lagunaire occupé par la mangrove (lagune de Conkouati). Les plaines se situent sur le littoral et dans la vallée du Niari, à l'ouest et dans la vallée du Congo et de l'Oubangui, plus haut de Mossaka ce qui forme la cuvette congolaise. Les plateaux comprennent le Mayombe (mont Foungouti), du massif du Chaillu (mont Mougongo), des plateaux Batéké (mont Likéti) et des plateaux du nord-ouest (mont Nabemba).
Le Congo, deuxième fleuve du monde par le débit moyen après l'Amazone, forme une partie de la frontière entre la république du Congo et la RDC.La forêt tropicale humide s'étend sur près des deux tiers du territoire de la république du Congo, ce qui en fait le quinzième pays au monde par la proportion de couvert forestier. L'équateur traverse le Congo ; son passage par la ville de Makoua, dans la région de la Cuvette, est matérialisé par une borne.

### Climat
Dans la république du Congo, pays africain traversé par l'équateur, le climat est équatorial (chaud et humide toute l'année, et sans une vraie saison sèche) au nord, et tropical (chaud et humide avec une saison sèche) au centre-sud.
Dans le nord, les températures sont élevées toute l'année, et la chaleur est étouffante, même si l'altitude de quelques centaines de mètres la rend un peu plus supportable que si c'était au niveau de la mer. Dans le centre-sud, la température diminue de juin à septembre, surtout le long de la côte, où elle devient un peu fraîche pendant le jour, et dans les collines de la région des Plateaux, où elle devient un peu fraîche la nuit.
Les précipitations oscillent autour de 1 500/2 000 mm par an dans le nord, tandis que dans le sud elles descendent au-dessous de 1 500 mm, et atteignent 1 200 mm sur la côte. Au centre-sud, la saison sèche, qui correspond à l'hiver de l'hémisphère sud, va de juin à août au centre, de juin à septembre au sud (voir Brazzaville), et de la mi-mai à la mi-octobre sur la côte (voir Pointe-Noire).
L'ensoleillement au Congo n'est pas excellent, et ne s'améliore pas au fil des saisons, au contraire diminue légèrement dans l'hiver austral, même dans le centre-sud où c'est la saison sèche. Au contraire, dans la période d'octobre à avril, entre une averse et l'autre le soleil peut se montrer parmi les nuages.

### Végétation
La végétation varie selon le relief. C'est ainsi qu'à l'est, les collines sont couvertes de riches pâturages à terre volcanique, alors qu'au nord-est s'étend une forêt équatoriale dense, l'un des derniers habitats des pygmées. La forêt est riche en bois précieux et bois d'oeuvre : tek, ébène, cèdre d'Afrique, acajou, okoumé et iroko. Enfin, la savane couvre les régions les plus hautes du bassin du Congo. Le bassin du Congo fait partie des trois grands Bassins forestiers tropicaux de la planète, avec ceux de l'Amazonie et de Bornéo Mékong. Considéré comme poumon de la planète, sa préservation est cruciale pour la régulation du climat.

## Population

### Démographie

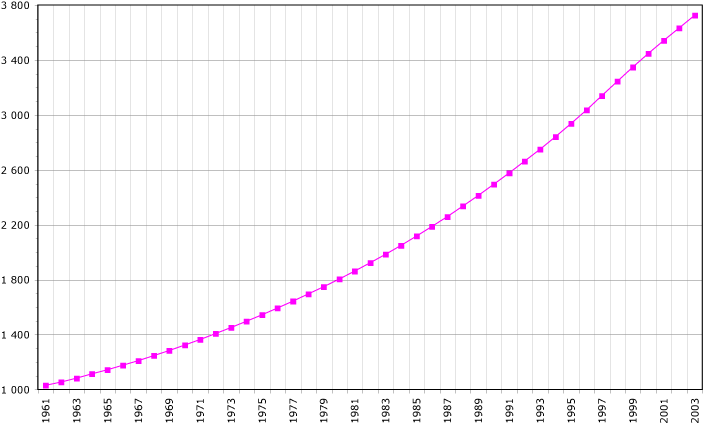
Évolution de la démographie entre 1961 et 2003 (chiffre de la FAO, 2005). Population en milliers d'habitants.

Avec à peine plus de cinq millions d'habitants, le Congo est un pays à faible densité démographique, avec en moyenne 13 hab./km2 ; les seuls pays moins densément peuplés en Afrique subsaharienne sont le Gabon, la République centrafricaine, le Tchad, la Mauritanie, la Namibie et le Botswana. La majeure partie de sa population est urbaine (62,2 % de la population) ; elle est concentrée dans les deux principales villes du pays, Brazzaville et Pointe-Noire, situées dans la partie sud du pays. On peut parler de « macrobicéphalie », Brazzaville et Pointe-Noire comptent respectivement environ 1 700 000 et 1 200 000 habitants, alors que la troisième ville du pays, Dolisie, atteint tout juste 200 000 habitants. Le tissu urbain est très peu dense, avec une quinzaine de villes de plus de 10 000 habitants pour un territoire de 342 000 km2.
Les régions rurales du sud sont relativement densément peuplées (entre 5 et 40 hab./km2), le maximum étant atteint dans la région de Boko (Pool) et aux alentours. En revanche, la partie septentrionale du pays peut être qualifiée de désert humain, avec des densités le plus souvent comprises entre 0 et 2 hab./km2, en particulier dans les régions marécageuses du nord-est.

### Peuples
On distingue quatre grandes composantes au groupe bantou (97,9 % de la population, sur les 5 millions estimés en juillet 2018)
- le groupe Kongo constitue 40,5 % de la population, au sud et au centre du pays, dans les départements du Pool, de la Bouenza, du Niari et du Kouilou. Il rassemble douze sous-groupes ethniques[32], dont les Lari, les Kongo de Boko, les Sundi, les Yombe, les Kamba, les Vili, les Beembe, les Dondo, les Kugnis,on peut aussi rajouter deux petites ethnies, les Kenge et les Hangala ;
- le groupe Téké constitue 16,9 % de la population et s'étend en grande partie au nord et au sud du pays, depuis Brazzaville jusqu'à Pointe-Noire sur la côte atlantique. Ce groupe comprend entre autres, les Gangoulou, les Koukouyas, les Bomas, les Gangoulous et les Tsayi ;
- le groupe Ngala , constitue 13,1 % de la population. C'est le troisième grand groupe du Congo. Il rassemble : les Likouala, Likouba, Kouyou, Mbochi, Makoua, Bonga, Moye, Bobangui, Ngaré et Mboko. Ils sont implantés au nord du pays, dans la région de la Cuvette, autour d'Owando, Makoua, Mossaka et le long de nombreuses rivières poissonneuses et navigables tels que la Likouala-Mossaka, le Kouyou (Kuyu), l'Alima et la Sangha ;
- le groupe Sangha représente 5,6 % de la population.

Autres groupes : Mbere/Mbeti/Lokele 4,4 %, Échira (dont font partie les Punu, les Loumbou et les Bouissi) 4,3 %, Pygmée 1,6 %, Oubanguiens 1,6 %, Nzebi 1,5 %, Maka 1,3 %, autres et non identifiés 1 %.
N.B. : le groupe Ngala est souvent appelé à tort comme étant groupe Mbochi. Les Bobangi, Moye, ou encore Kouyou ne sont pas des sous-groupes Mbochi. C'est un abus de langage de les classer ainsi. Le terme Mbochi sert juste à regrouper ces peuples car ils ont des liens de parentés, des ascendances communes mais ne sont pas tous Mbochi.

### Réfugiés au Congo
Selon le World Refugee Survey 2008 publié par le Comité américain pour les réfugiés et les immigrants, la république du Congo abritait environ 44 000 réfugiés et demandeurs d'asile à la fin de 2007. Près de 33 800 provenaient de la république démocratique du Congo (Congo-Kinshasa) mais environ 18 800 ont pu retourner chez eux au cours de l'année 2007. Les autres réfugiés et demandeurs d'asile au Congo proviennent du Rwanda et de l'Angola.

### Pauvreté
Bien que le Congo ait le statut de pays à revenu intermédiaire de la tranche inférieure et producteur de pétrole, les niveaux de pauvretés et d'inégalités dans la population y sont élevées. Le taux de pauvreté dans le pays est passé de 50,2 % en 2005 à 36 % en 2015,. Entre 2005 et 2011, 18 % des ménages sont dirigés par une personne sans emploi. Dans la même période, le coefficient de Gini sur les inégalités est passé de 0,460 à 0,465. Cette réduction de la pauvreté s'explique en partie par la forte croissance économique enregistrée par le pays (+5,4 % en moyenne par an). Une étude de l'Unicef réalisée en 2014-2015 a relevé que chez les enfants de moins de 5 ans dans le pays, entre 63 % et 75 % d'entre eux n'avaient pas accès aux services de santé, de protection et de développement. Ce rapport établi que 1,3 million d'enfants dans le pays vivent en dessous du seuil de pauvreté.
La république du Congo occupe la 153e place dans le classement des pays suivant l’indice de développement humain (IDH).

## Langues
La langue officielle de la république du Congo est le français. Le français est parlé par 56 % de la population congolaise (78 % des plus de dix ans) soit le deuxième par pourcentage d'Afrique en 2010, derrière celui du Gabon. Environ 88 % des Brazzavillois de plus de 15 ans déclarent avoir une expression aisée à l'écrit en français.
Les autres langues sont essentiellement des langues bantoues. Ainsi, les deux langues nationales véhiculaires du pays sont le kituba et le lingala, viennent ensuite les langues kongo dont le ladi fait partie, les langues  téké, et plus d'une quarantaine d'autres langues dont les langues pygmées qui ne sont pas des langues bantoues.
Selon l'université Laval, « en raison des guerres civiles qui ont secoué le pays, la langue française est devenue une langue-refuge pour les différentes factions armées. Par exemple, les locuteurs incompétents en kituba et kikongo (surtout au Nord) puis en lingala (surtout au Sud) préfèrent s'exprimer en français pour des raisons de sécurité. De peur de révéler leur origine ethnique, les Congolais passent au français. »
Seulement, la forte progression de la langue française (surtout parmi la nouvelle génération) provoque des inquiétudes au sujet de la disparition des langues locales,.

## Politique
L'actuel chef de l'État est Denis Sassou-Nguesso, qui après une première présidence de 1979 à 1991, est revenu au pouvoir à l'issue d'une guerre civile probablement au moins en partie financée par la compagnie française Elf, du 5 juin 1997 au 15 octobre 1997, au cours de laquelle il l'a emporté sur le président sortant, Pascal Lissouba. La constitution du Congo, adoptée par référendum le 20 janvier 2002, a établi un régime présidentiel. Denis Sassou-Nguesso a été réélu en 2002, puis le 12 juillet 2009 avec 78 % des voix. D'après le ministère de l'Intérieur congolais, le taux de participation aurait été de 66 %, un chiffre peu crédible d'après les observateurs indépendants locaux et internationaux.
La constitution du Congo, adoptée par référendum le 20 janvier 2002, établit un régime présidentiel. Le président de la République, Denis Sassou-Nguesso, est arrivé au pouvoir à la suite de la guerre civile de 1997, guerre civile qui se déclencha à la suite de l'attaque du 5 juin 1997 (soit quelques mois avant la fin du mandat de Pascal Lissouba). Le 15 octobre 1997, Denis Sassou Nguesso sort triomphant de cette guerre civile durant laquelle il a bénéficié d’un soutien financier provenant de la compagnie française Elf et de certains États étrangers notamment l'Angola de José Eduardo dos Santos (lui aussi financé par Elf). Après une période de transition, des élections présidentielles sont organisées en 2002. Sassou remporte ces élections en l'absence des grands ténors de la politique congolaise. Sept ans plus tard, Denis Sassou-Nguesso gagne de nouveau les élections qui le conduisent jusqu'en 2016. Il est de nouveau élu le 20 mars 2016 dans des conditions jugées suspectes par ses opposants,.
Le régime est qualifié d'autoritaire,, voire de dictatorial[source insuffisante].

## Subdivisions
Le Congo est divisé en quinze départements depuis l'adoption des lois correspondantes en octobre 2024 , : 
- Bouenza (12 260 km2), chef-lieu Madingou ;
- Brazzaville, le chef-lieu est la ville de Brazzaville, la commune ayant le rang de département ;
- Congo-Oubangui, chef-lieu Mossaka ;
- Cuvette (74 850 km2), chef-lieu Owando ;
- Cuvette-Ouest, chef-lieu Ewo ;
- Djoué-Léfini, chef-lieu Odziba ;
- Kouilou (13 650 km2), chef-lieu Loango ;
- Lékoumou (20 950 km2), chef-lieu Sibiti ;
- Likouala (66 044 km2), chef-lieu Impfondo ;
- Niari (25 925 km2), chef-lieu Dolisie ;
- Nkéni-Alima, chef-lieu Gamboma ;
- Plateaux (38 400 km2), chef-lieu Djambala ;
- Pool (33 955 km2), chef-lieu Kinkala ;
- Pointe-Noire, à 510 km de Brazzaville dont le chef-lieu est la ville du même nom (municipalité de rang départemental) ;
- Sangha (55 795 km2), chef-lieu Ouesso.

Les communes sont :
- Brazzaville ;
- Djambala ;
- Dolisie ;
- Ewo ;
- Impfondo ;
- Kinkala ;
- Kintélé ;
- Madingou ;
- Mossendjo ;
- Nkayi ;
- Ouesso ;
- Owando
- Oyo ;
- Pointe-Noire ;
- Pokola ;
- Sibiti.

La capitale Brazzaville est composée de neuf arrondissements qui sont :
1. Makélékélé ;
2. Bacongo ;
3. Poto-Poto ;
4. Moungali ;
5. Ouenzé ;
6. Talangai ;
7. Mfilou ;
8. Madibou ;
9. Djiri.

## Économie

Évolution du PIB par habitant en république du Congo

Le Congo est un pays en développement, inclus dans l'Initiative pays pauvres très endettés (IPPTE). Le point d'achèvement de l'IPPTE a été atteint en janvier 2010, avec l'approbation de la Banque mondiale et du Fonds monétaire international. Entre 2002 et 2015, la république du Congo a enregistré une forte performance macroéconomique, avec un taux de croissance de 5,4%  par an.
L'économie congolaise repose principalement sur l'exploitation des hydrocarbures le long de la côte Atlantique ; cette activité représente environ 90 % des exportations du pays. On estime les réserves pétrolières à environ deux milliards de barils. En 2012, le Congo a produit 100 millions de barils, se positionnant ainsi comme le quatrième producteur de barils en Afrique subsaharienne lors de cette année. Cette production a généré 4,5 milliards de dollars de recette pour l'État. Aujourd'hui, la production est de l'ordre de 240 000 barils par jour, dont la plus grande partie est assurée par les sociétés Total (champs de Nkossa, Libondo, et surtout Moho Bilondo, entré en production en avril 2008), Eni et Maurel & Prom, en partenariat avec la Société nationale des pétroles du Congo. L'exploration et la production pétrolières, concentrées dans la périphérie de Pointe-Noire, en font la capitale économique de la république du Congo.
Le bois représente une part importante des exportations du Congo, dont la surface est couverte de forêts à près de 60 %, pour un total de vingt-et-un millions d'hectares. On peut distinguer deux grandes zones d'exploitation forestière, l'une dans le Sud du pays (massifs du Mayombe et du Chaillu), où l'on trouve notamment de l'okoumé et du limba, et l'autre tout à fait au Nord (sapelli, sipo), notamment autour de la ville de Pokola, centre des activités de la Congolaise industrielle des bois.
La plus grande partie de la production agricole (manioc, fruits et légumes) est consommée localement ; néanmoins, la Société agricole et de raffinage industriel du sucre (SARIS), implantée à Nkayi, dans la Bouenza, commercialise ses produits dans d'autres pays d'Afrique centrale. L'activité industrielle, peu développée, repose sur la production de biens principalement destinés à la consommation locale : cigarettes, ciment, textile, savon, boissons alcoolisées, chaussures, etc. Étant donné les projets d'exploitation du fer, de bois, et autres, on peut croire à un bon développement du Congo au cours des 10 prochaines années.
En effet le Congo Brazzaville possède d'énormes réserve de potasse et de fer lui permettant de devenir un état a l'économie minière, avec des projets de construction de port minéralier et d'un chemin de fer permettant d'acheminer le fer depuis le département de la Sangha.

### Revenus pétroliers

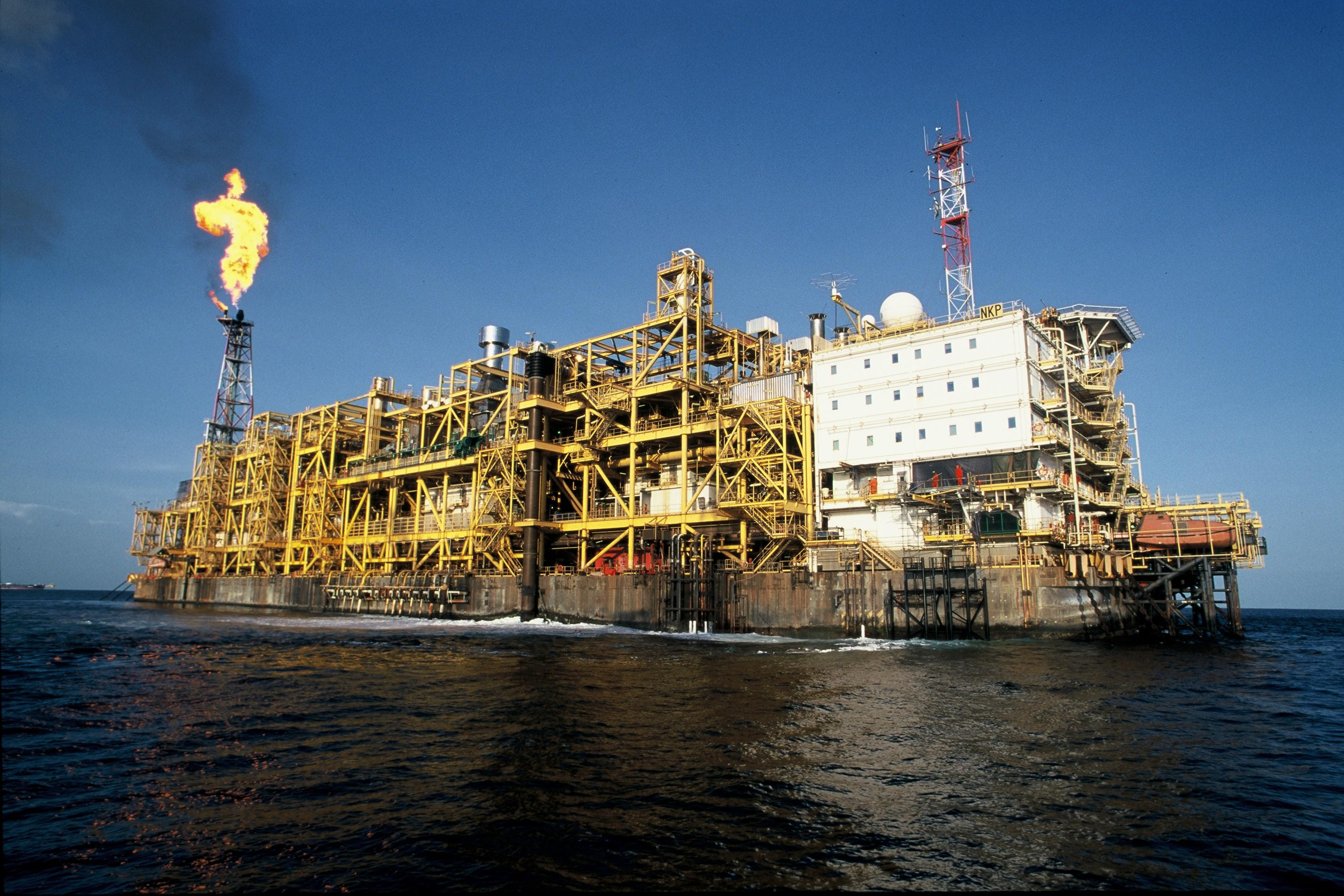
Plateforme pétrolière N'Kossa.

Les ressources pétrolières du Congo sont gérées par la Société nationale des pétroles du Congo (SNPC), dirigée en 2008 par Denis Gokana. Les revenus pétroliers de l'État congolais se chiffrent à environ six milliards US.
Depuis 1976, le raffinage du pétrole est effectué à Pointe-Noire, la capitale économique du Congo. Il fournit 90 % des recettes de l'État, et constitue le même pourcentage des exportations.
Avec une croissance annuelle du PIB de 5 %, l'un des taux les plus forts d'Afrique, au début des années 1980, la forte croissance des revenus pétroliers a permis au Congo de financer des projets de développement à grande échelle.
Par la suite, la chute des cours du brut a réduit de moitié le PNB. La dévaluation de 50 % du franc CFA, le 12 janvier 1994, a provoqué un taux record d'inflation de 61 % la même année.
Le Congo Brazzaville possède du pétrole dans le département de la cuvette lui permettant a l'avenir d'augmenter considérablement sa production pétrolière.

### Dette
L'enlisement dans la mauvaise gouvernance et le manque de stratégie pour le développement économique et social ont fait inscrire le Congo, malgré la richesse et la diversité de ses ressources, à l'initiative de Pays pauvre très endetté (PPTE).
En 2010, le Club de Paris (groupe informel de créanciers publics) et le FMI annulent une partie de la dette d'un Congo au bord de la faillite, lui permettant de revenir à un endettement équivalent à 20 % du produit intérieur brut congolais.
En mars 2017, le gouvernement annonce un endettement équivalent à 77 % du PIB, réévalué par le FMI à environ 8 milliards d’euros, soit 110 % du PIB.
À la fin de l’année 2017, la république du Congo est ainsi pour la seconde fois en sept ans au bord de la faillite. Cette situation est due à l’effondrement des cours pétroliers mais aussi aux détournements de fonds massifs opérés par les cercles du pouvoir.
L’allègement de la dette par le FMI est soumis à un certain nombre de conditions, parmi lesquelles la renonciation aux préfinancements pétroliers (emprunter de l’argent contre la promesse d’un remboursement à moyen ou à long terme grâce à la production d’hydrocarbures) car ces prêts gagés sur les produits pétroliers sont souvent coûteux pour le pays, ne permettent pas de gérer sainement les comptes publics et servent souvent d'instrument au détournement d'une partie des revenus pétroliers (comme l'a notamment démontré l'affaire Gokana en 2005). Les autorités sont donc sommées d’engager des « réformes de gouvernance audacieuses et immédiates ».

## Éducation
Le droit à l'éducation est garanti par la Constitution (art. 29). La scolarité est obligatoire jusqu'à l'âge de seize ans. L'éducation publique est gratuite. Toutefois, la gratuité concerne l'enseignement primaire et le premier cycle du secondaire, considérés comme cycle d'enseignement obligatoire.
La gestion du système éducatif congolais est assurée par trois départements ministériels : le ministère de l'Enseignement préscolaire primaire et secondaire, chargé de l'Alphabétisation (MEPPSA), le ministère de l'Enseignement technique et professionnel, de la formation qualifiante et de l'emploi (METPFQE) et le ministère de l'Enseignement supérieur (MES).
Ce système éducatif est organisé en trois paliers. L'enseignement préscolaire accueille les enfants de 3 à 5 ans. L'enseignement primaire comprend six années d'étude et reçoit les élèves âgés théoriquement de 6 à 11 ans. Le niveau intègre un cycle d'éveil (CP1, CP2 et CE1) et d'un cycle de fixation (CE2, CM1 et CM2). L'enseignement primaire est sanctionné par le certificat d'études primaires et secondaires (CEPE). Un concours d'entrée en sixième autorise le passage au secondaire (N'est plus vraiment d'actualité).
L'enseignement secondaire quant à lui propose des formations générales et technique. Le secondaire général comprend deux cycles : le premier est composé de 4 années d'études et est sanctionné par le brevet d'études du premier cycle (BEPC) ; le second dure 3 années et sanctionné par le baccalauréat. Ce dernier (le second cycle) est divisé en trois parties, à savoir :
- le lycée général, sanctionné par le baccalauréat général délivré par la MEPPSA ;
- le lycée technique, sanctionné par le baccalauréat technique délivré par le METP (branche du METPFQE) ;
- le lycée professionnel, sanctionné par le baccalauréat technique délivré par le METP (branche du METPFQE).

## Culture

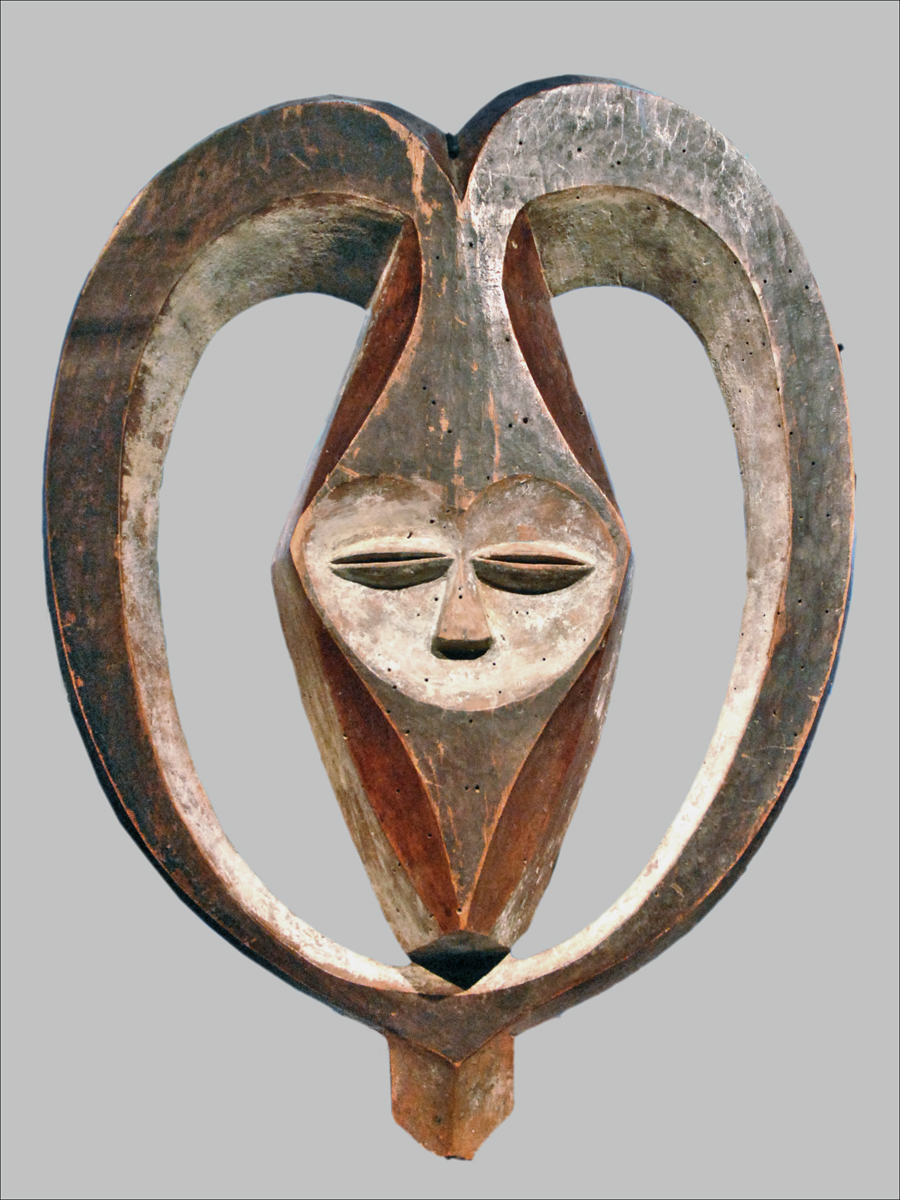
Masque facial enveloppé de cornes (Kwele).

Le Congo, par la disposition même de son territoire, possède une grande variété de paysages naturels, des savanes de la plaine du Niari aux forêts inondées du nord, de l'immense fleuve Congo aux montagnes escarpées et forestières du Mayombe et aux 170 km de plages de la côte atlantique. La présence de nombreuses ethnies et jadis de diverses structures politiques (royaume du Kongo, royaume de Loango, royaume Teke, chefferies du Nord) a doté le pays actuel d'une grande diversité de cultures traditionnelles et d'autant d'expressions artistiques anciennes : « fétiches à clous » Vili, statuettes bembes si expressives qui atteignent malgré leur petite taille à une sorte de monumentalité, masques étranges des Punu et des Kwele, reliquaires Kota, fétiches Téké, cimetières curieux, avec leurs tombeaux monumentaux, du pays Lari. Il faut y ajouter un patrimoine architectural colonial considérable, que les Congolais redécouvrent aujourd'hui comme faisant partie de leur héritage historique (et de leur capital touristique) et restaurent plutôt bien, du moins à Brazzaville.
Le tourisme demeure pour l'instant au Congo une ressource très marginale, faute d'infrastructures d'accueil hors de Pointe-Noire et Brazzaville, et faute d'un réseau de communications suffisant et cohérent. Beaucoup de sites sont difficiles à atteindre et, paradoxalement, le Sud plus peuplé et plus développé est souvent le moins accessible : le massif du Chaillu par exemple est presque impossible à parcourir.

MUSIQUE :
Le Congo est avec la RDC, le pays fondateur de la rumba congolaise, pionniers cojoints Paulo Kamba et Wendo Kolosy, avec ensuite des formations telles que TP OK Jazz, groupe de rumba réunissant les deux rives, fondé par Franco et Jean-Serge Essous. Se trouvaient également Youlou Mabiala, Céli Bitshou, Michel Boyibanda, Edo Nganga, Jacques Loubelo. C'est le 6 juin 1956 que l'orchestre « Ok Jazz » avait été fondé sous le label Loningisia par sept cofondateurs dont quatre kinois et trois Brazzavillois à savoir : François Luambo Makiadi dit Franco, Nicolas Bosuma alias « Dessoin », Lando Rossignol, Moniania Roitelet côté Kinois, Jean Serge Essous, Loubelo « De la Lune » et Pandi Saturnin côté Brazzavillois. En janvier 1957, Henri Bowane, convoité par l'éditeur grec Dino Antonopoulous, de la firme « Esengo » claque la porte et entraine avec lui, plusieurs musiciens de la maison Loningisia entre autres : Jean Serge Essous, Nino Malapet, Pandi Saturnin, Lando Rossignol et Augustin Moniania, dit « Roitelet », pour renforcer les éditions Esengo et former l'orchestre « Rock à Mambo ».
Loketo : pionier du soukous est un groupe musical congolais fondé en 1986 par Aurlus Mabélé, Diblo Dibala et Mav Cacharel. Aujourd'hui, le groupe est l'interprète le plus légendaire de la musique Soukouss, non seulement en Afrique, mais en Europe et en Amérique. Ce sont eux qui ont réconcilié l'Afrique et les Antilles musicalement.
Extra Musica : Le groupe a été créé le 27 août 1993 par sept membres, à savoir Roga-Roga, Espé Bass, Kila Mbongo, Durell Loemba, Guy-Guy Fall, Ramatoulaye Ngolali et Quentin Moyascko. La plupart des fondateurs se sont rencontrés à l'église Sainte-Thérèse à Ouenze, tandis que d'autres étaient voisins ou camarades de classe.
Des années avant la création d'Extra Musica, Roga-Roga, Espé Bass, Kila Mbongo, Durell Loemba et Quentin Moyascko étaient membres d'un autre groupe appelé Cogiex Stars. A leurs heures de loisir, ils se produisent souvent lors des deuils et autres festivités du quartier, accompagnés des chanteurs Guy-Guy Fall et Régis Touba ainsi que du batteur Ramatoulaye. Cependant Roga, Espé et Kila ont été sanctionnés par l'administration de Cogiex Stars pour avoir tenté d'apporter une nouvelle "idéologie" dans le groupe, ce qui a conduit à leur départ du groupe.
Le nom Extra Musica, choisi par Roga, s'inspire des retours positifs qu'ils ont reçus de leurs aînés après leurs prestations. "Extra" signifie extraordinaire.
Ils connaîtront le succès sur les deux rives congolaises, où ils se produiront dans des événements tels que la Foire de Pointe-Noire mais aussi dans des émissions télévisées dont Variétés Samedi Soir (diffusé sur Télé Zaïre).
C'est en 1995 qu'ils sont repérés par le label Denide Production, qui sort leur premier album enregistré à Brazzaville, Les Nouveaux Missiles, sorti le 15 décembre 1995. Le titre Freddy Nelson, composé par Quentin Moyascko, connaît un très grand succès. Ce dernier fut surnommé “Freddy Nelson” par les admirateurs du groupe. Les chansons de l'album comprenaient également Na Ko Bala Yo Na Ko d'Oxy Oxygène, Chagrin plus plus de Pinochet Thierry, Détresse et Dieu l'éternel de Roga-Roga, Amie Reviens de Durell Loemba.
En outre, de nombreux chanteurs congolais ou d'origine congolaises ont acquis une certaine reconnaissance tant au niveau national qu'international : le rappeur franco-congolais Passi évoluant en France à qui l'on doit la sortie de plusieurs albums à succès à l'instar des Tentations avec le titre Je zappe et je mate, la chanteuse M'Passi de l'ex-groupe Melgroove, les rappeurs Calbo du groupe Ärsenik, Ben J des Nèg' Marrons, le groupe Bisso Na Bisso et Casimir Zao. Avant eux, des stars du soukous telles qu’Aurlus Mabélé et Mav Cacharel, membres fondateurs du groupe Loketo, ont contribué à faire connaître la musique congolaise dans le monde.
En revanche, d'autres genres artistiques tels que le cinéma congolais peinent à faire leur percée. Après des débuts prometteurs dans les années 1970, le contexte politique troublé et la fermeture des salles de cinéma ont rendu la production difficile. Le pays ne produit aucun long-métrage par an et les cinéastes diffusent directement leur production en vidéo. En définitive, au Congo la culture est restée jusque-là le parent pauvre des investissements des différents gouvernements successifs.
Enfin, la république du Congo compte plusieurs écrivains reconnus en Afrique et dans le monde francophone : Alain Mabanckou, Jean-Baptiste Tati Loutard, Jeannette Balou Tchichelle, Henri Lopes et Tchicaya U Tam'si.
| Date                                               | Nom                                                            |
| -------------------------------------------------- | -------------------------------------------------------------- |
| 1er janvier                                        | Jour de l'an                                                   |
| Lundi suivant le dimanche de Pâques                | Lundi de Pâques                                                |
| 1er mai                                            | Fête du Travail                                                |
| Jeudi 40 jours après Pâques                        | Ascension                                                      |
| Septième dimanche après Pâques et le lundi suivant | Pentecôte (et lundi de Pentecôte)                              |
| 10 juin                                            | Fête de la commémoration de la conférence nationale souveraine |
| 15 août                                            | Fête nationale et Assomption de Marie                          |
| 1er novembre                                       | Toussaint                                                      |
| 28 novembre                                        | Journée nationale de la République                             |
| 25 décembre                                        | Noël                                                           |

## Religion
La population de la république du Congo est en grande majorité chrétienne (d'après The World Factbook : catholiques 33,1 %, Églises de réveil 22,3 %, autres églises protestantes 19,9 %). L'évangélisation du pays a commencé au XIXe siècle et s'est faite pour l'essentiel au XXe siècle, même si la région côtière a été touchée par la première vague d'évangélisation menée dans le cadre de la colonisation portugaise dès la fin du XVe siècle. Les Églises de réveil se sont sensiblement développées à partir du dernier quart du XXe siècle et jouent un rôle de plus en plus important dans la vie sociale et politique du pays.
Les religions traditionnelles perdurent. Elles font appel à une large gamme d'intermédiaires tels que les mânes des ancêtres, qui sont sollicités pour obtenir des conseils, la guérison et de bonnes récoltes.
L'Église catholique compte neuf diocèses en république du Congo, dont l'archidiocèse de Brazzaville. En février 2017, lors de la venue du secrétaire d'État du Vatican le cardinal Pietro Parolin, le pays a été consacré à la Vierge Marie. L'acte de consécration s'est déroulé lors de la cérémonie religieuse du 4 février 2017 dans la basilique nationale Sainte-Anne à Brazzaville.
Environ 1,6 % de la population, dont une part importante de résidents étrangers venus d'Afrique de l'Ouest, sont de confession musulmane.

## Presse
|                                         |        | Création |
| --------------------------------------- | ------ | -------- |
| Agence congolaise d’information         | Public | 1960     |
| Agence d’information d’Afrique centrale | Privé  | 1998     |

### Émergence et développement de la presse congolaise
Les médias au Congo ont traversé toute une décennie troublée où la guerre s’est profondément inscrite dans leur environnement immédiat, dans la ville de Brazzaville. Les médias audiovisuels ont été à la fois le lieu et l’instrument des règlements des comptes politiques, et la presse écrite a traversé une période d'extinction.

### Ivresse de la liberté
Lors de la libération du secteur de la presse à partir de 1990 et de la suppression de la censure préalable, des dizaines de nouveaux titres ont vu le jour, particulièrement durant la Conférence nationale de 1991, la période de transition et les élections présidentielles de 1992. Ainsi l’hebdomadaire Madukutsiékélé, surnommé Maduku, animé par des étudiants, a été le premier à user d’un ton très satirique, remportant un grand succès pendant la Conférence nationale. Il a été suivi, dès 1991, par La Rumeur (qui deviendra ensuite La Rue meurt) et Le Choc, puis par La Colombe, Le Forum, Maintenant et La Ruche (nés en 1992). La presse écrite évoluait dans une grande précarité qui se traduisait « par l’irrégularité de leurs parutions, la confidentialité de leurs tirages, la modicité de leurs dividendes et… la mendicité de leurs agents ». Malgré cette fragilité, ces titres, qui ont atteint la soixantaine, ont apporté un ton nouveau en ce qui concerne les médias audiovisuels d’État (le journal gouvernemental Mweti ayant disparu) et la présence d’un seul titre privé « historique » lié à l’Église catholique. La Semaine africaine, hebdomadaire créé en 1952 a eu un grand succès jusqu’en 1990. L’apparition des publications privées d’opinion a souvent entraîné une chute de moitié du tirage de La Semaine africaine dont le lectorat s’est brusquement détourné.
En 1993, lors de la première guerre civile les titres se sont rapidement rangés entre « pouvoir » et « opposition ». Après cette guerre, la presse est demeurée extrêmement politisée : ainsi, Le Temps, La Corne enchantée (1993), L’Alternative, L’Espoir, Le Canard de mercredi (1994) étaient proches de Pascal Lissouba et son parti, l’Upads. La Rue meurt (1991) soutenait le MCDDI de Bernard Kolélas. Le Choc, Aujourd’hui, Le Rayon, Le Flambeau, La Référence, La Liberté, Le Messager, Le Gardien (1993), flirtaient avec les FDP (Forces démocratiques et patriotiques) de Denis Sassou-Nguesso. Ces titres, menant l’un contre l’autre des batailles rangées, vont poursuivre leur dialogue de sourd jusqu’à l’éclatement de la seconde guerre en 1997. À la fin de la guerre, après la victoire de Denis Sassou-Nguesso, presque tous les titres ont disparu. Seuls subsistaient Le Choc, La Rue meurt et Le Flambeau, favorables au nouvel homme fort du pays. Est également resté le titre La Semaine africaine, qui a dès lors été taxé, par certains proches de Sassou-Nguesso, d’organe d’opposition.
À partir de 1999, de nouveaux titres sont apparus, marquant un deuxième printemps de la presse congolaise : Le Pays, Les Échos du Congo, Cocorico, le Coq, L’Autre vision, Vision pour demain, Les Dépêches de Brazzaville, Thalassa, L’Éléphant, L’Humanitaire, Lumière équatoriale, Présence économique, Le Paysan, L’Observateur…Le régime soigne son image à travers l’hebdomadaire gouvernemental La Nouvelle République, qui a recommencé à apparaître de manière très irrégulière et surtout Les Dépêches de Brazzaville, luxueuse publication vouée à embellir l’image du régime[réf. souhaitée], éditée par une agence privée à vocation régionale du même nom créée en 1998 par un journaliste français conseiller à la présidence. L’ACI (Agence congolaise d’information), née en 1960, a recommencé à fonctionner et édite un bulletin quotidien, après avoir souffert tout particulièrement de la guerre de 1997 au cours de laquelle ses infrastructures ont été pillées.
Le paysage audiovisuel quant à lui est des plus réduits. Jusqu’en 1998, le secteur était sous monopole étatique, malgré la libéralisation du secteur proclamée lors de la Conférence nationale et se limitait donc à Radio Congo, Télé Congo et leurs quelques stations locales, notamment à Pointe-Noire. L’Agence intergouvernementale de la Francophonie (ex-ACCT) avait en outre aidé à l’implantation de quatre stations communautaires locales à Nkayi, Moussendjo, Etoumbi et Sembé.
Pendant la guerre de 1999, le mouvement rebelle du pasteur Ntumi a, à son tour, monté une station clandestine, Radio Royale, qui émettait de façon épisodique dans la région du Pool. Elle a aujourd’hui cessé d’émettre. Quelques autres initiatives ont vu le jour ces dernières années : YAKALA FM, Radio Océan à Pointe-Noire, Radio Louvakou à Dolisie, Digital Radio Number One à Brazzaville. Cette dernière, propriété d’un officier des Forces armées de la république du Congo, complétée par une station de télévision privée (DRTV), a une vocation essentiellement commerciale et se mêle peu de politique. La radio nationale a également développé une station de proximité, Canal FM, issue de l’ancienne radio rurale. Le réseau des radios communautaires locales s’est aussi élargi avec la création, généralement par des ministres ou des autorités préfectorales, de Radio Moka, Radio Nkeni et Radio Lekena. Quant à l’Église catholique, elle a ouvert une station à Pointe-Noire (Radio Kintouari).

## Personnalités
- Pierre Ngolo (1954-), président du sénat.
- Isidore Mvouba (1954-), président de l'assemblée nationale.
- Henri Lopes (1937-2023), diplomate et écrivain de renom.
- Francine Ntoumi (1961-), scientifique.
- Alain Mabanckou (1966-), écrivain et universitaire.

## Ordres nationaux
- Ordre du Mérite congolais
- Ordre du Dévouement congolais.